# الشركة الباكستانية للهندسة
الشركة الباكستانية للهندسة المحدودة (PECO)، المعروفة سابقًا بشركة الباتلة للهندسة (BECO)، هي شركة هندسية باكستانية مقرها في لاهور، باكستان.
تأسست من قبل [من؟]في باتالا، شرق البنجاب، الهند البريطانية. بعد تشكيل باكستان، نقل قاعدته الصناعية إلى لاهور، باكستان. تأسست الشركة عام 1950.
في عام 1972، تم تأميم الشركة من قبل حكومة ذو الفقار علي بوتو وتمت إعادة تسميتها لاحقًا إلى شركة الهندسة الباكستانية.